# 벨빌의 세 쌍둥이
《벨빌의 세 쌍둥이》(프랑스어: Les Triplettes de Belleville)는 2003년 개봉한 코미디 애니메이션 영화이다. 실뱅 쇼메의 감독 데뷔작이며, 그가 각본 역시 맡았다. 2004 뤼미에르상 작품상, 2004 지니상 작품상 수상작이다.